# Jana Brejchová
Jana Brejchová (* 20. ledna 1940 Praha) je česká filmová, televizní a divadelní herečka, která je mnohými pokládána za nejslavnější ikonu českého filmu či dokonce největší filmovou hvězdu v dějinách české kinematografie. Za celou svoji kariéru, která trvala bezmála šedesát let, účinkovala ve více než sto celovečerních a televizních filmech. Především svými filmovými rolemi si vysloužila popularitu u diváků, ale získala za ně i mnoho profesních ocenění.

## Životopis
Jana Brejchová vyrůstala v Praze v poměrně chudých rodinných poměrech spolu s pěti sourozenci. Na základní škole získala roli Píďalky ve filmu Olověný chléb (1954) režiséra Jiřího Sequense. Než zahájila kariéru profesionální filmové herečky, byla od svých čtrnácti let zaměstnaná jako písařka v kanceláři mlékárenského podniku Laktos. Pracovala zde tři roky, během nichž však získávala další menší role v českých filmech. Definitivní profesní průlom přišel spolu s titulní dívčí úlohou ve snímku Vlčí jáma režiséra Jiřího Weisse, s nímž se zúčastnila Benátského filmového festivalu. Ve stejné době odešla Brejchová po sporech s matkou z domova a plně se soustředila na herecké povolání.

Za svůj život byla několikrát vdaná. Jejím prvním manželem se stal Miloš Forman, s nímž se seznámila koncem 50. let ještě předtím, než se proslavil jako filmový režisér. Na jejich tehdejší existenční poměry vzpomínal následovně:
„Na festivalu v Benátkách se jí novináři ptali, kolik má pokojů a jakými květinami si ráda zdobí byt. Přitom ona tehdy bydlela v neuvěřitelné díře a já v podnájmu, kam návštěvy po šesté hodině večer vůbec nesměly.“
Těsně po rozvodu s Formanem se pak v roce 1962 provdala za německého herce Ulricha Theina (svatební obřad proběhl v Karlových Varech), s nímž otěhotněla, ale dítě se narodilo mrtvé. Manželství vydrželo jen krátce a v roce 1964 se Brejchová provdala znovu za svého hereckého kolegu Vlastimila Brodského, po jehož boku účinkovala i v mnoha filmech. Jejich jediná dcera Tereza Brodská pokračuje v rodinné tradici a je herečkou. Dalšími životními partnery Brejchové byli herci Jaromír Hanzlík a Jiří Zahajský. Manželský svazek se Zahajským ukončila hercova smrt v roce 2007.
O sobě a svém soukromí mluví herečka spíše nerada. Je proslulá svou plachostí a rozhovory zejména v pozdějším věku poskytuje jen velmi sporadicky. Komplikované vztahy ji pojí s mladší sestrou Hanou Brejchovou, která se v 60. letech prosadila také jako filmová herečka. Sestry spolu dlouhodobě nekomunikují, což bulvární média přičítají žárlivosti a údajnému milostnému poměru Hany Brejchové s Milošem Formanem, v jehož slavném filmu Lásky jedné plavovlásky ztvárnila Hana hlavní roli. Hana Brejchová popírá, že by byla příčinou rozpadu sesterského vztahu.
Jana Brejchová je hospitalizována v léčebně dlouhodobě nemocných v pražském Motole a svou hereckou dráhu pokládá za uzavřenou.

## Herecká kariéra

### Film
Jana Brejchová debutovala v roce 1953 ještě jako třináctiletá školačka v pozapomenutém filmu Jiřího Sequense Olověný chléb. V závěru 50. let už však patřila mezi nejoblíbenější české filmové herečky. Pravidelně vyhrávala ankety divácké popularity a sklízela úspěch i u filmové kritiky, kterou zaujala svým svěžím, civilním hereckým projevem. Byla také jednou z mála domácích hereček, která se věnovala téměř výhradně filmové práci, aniž by měla jakoukoli profesionální hereckou průpravu.

Značný podíl na jejím hereckém zrání měl v první fázi její kariéry především režisér Jiří Krejčík, který jí koncem 50. let nabídl zajímavé a různorodé role ve svých filmech Morálka paní Dulské, Probuzení a Vyšší princip. K této klíčové spolupráci herečka později poznamenala:
„Měla jsem tu kliku, že jsem ho poznala jako osmnáctiletá a dělala s ním Morálku paní Dulské, hned druhý rok nato Probuzení. Dokázal mi po naivce Mele dát roli chuligánky, temperamentní holky. Hned poté mi nabídl Vyšší princip. Pro mě to byla škola, kde jsem se všecko naučila.“
Zejména díky mezinárodně úspěšnému Vyššímu principu se Brejchová herecky posunula dál. Za emocionální ztvárnění studentky Jany Skálové získala v roce 1960 dokonce ocenění na Mezinárodním filmovém festivalu v Locarnu.

V 60. letech platila vedle Olgy Schoberové za sex-symbol a největší českou filmovou hvězdu, které se někdy přezdívalo také jako „česká Brigitte Bardot“. Přesvědčivě dokázala střídat role v populárních žánrových filmech a umělecky ambiciózních snímcích nové vlny, s nimiž objížděla prestižní filmové festivaly. Zahrála si v divácky úspěšných titulech jako Kdyby tisíc klarinetů, Ženu ani květinou neuhodíš nebo Zabil jsem Einsteina, pánové… Dosud netušené polohy jejího talentu odkryla spolupráce s režisérem Evaldem Schormem na filmech Každý den odvahu nebo Návrat ztraceného syna, v nichž vytvořila herecký pár s Janem Kačerem. V této dekádě účinkovala i v několika německých filmech (mimo jiné Zámek Gripsholm a Dům v Kaprové ulici režiséra Kurta Hoffmanna) a měla nakročeno na mezinárodní kariéru, které se však vzdala ve prospěch účinkování v domácích filmech:
„Filmová společnost Bavaria mně nabídla smlouvu na sedm let hned po Zámku Gripsholm, jenže jsem si přečetla dva scénáře, a to byla červená knihovna. A já jsem dosud pracovala na filmech, které byly smysluplné. Navíc jsem se vrátila do Prahy, tenkrát jsem chodila s Bróďou a on dělal s paní Medřickou a Evaldem Schormem školní film Turista. Pozvali mě na projekci a ten film se mi šíleně líbil. Když pak Evald přišel, že má scénář a jestli v tom nechci hrát, okamžitě jsem dala Bavarii vale.“
V 70. a 80. letech se nadále objevovala v titulech, z nichž se stávaly divácké hity. Po boku svého tehdejšího manžela Vlastimila Brodského si zahrála například v muzikálu Noc na Karlštejně či v komedii Hodíme se k sobě, miláčku...? Zároveň se úspěšně přehrála do rolí žen středního věku, v nichž mohla uplatnit své jemné psychologické herectví – významná je v tomto ohledu její spolupráce s režiséry Jaromilem Jirešem (Mladý muž a bílá velryba, Útěky domů) nebo Jiřím Svobodou (Schůzka se stíny, Zánik samoty Berhof či Skalpel, prosím).
Polistopadová česká kinematografie už Janě Brejchové nenabídla příležitosti srovnatelné s jejími dřívějšími filmovými pracemi. Nejvýraznější rolí pozdní fáze její kariéry tak zůstává Zdena Hrstková v Krásce v nesnázích režiséra Jana Hřebejka, za niž byla v roce 2006 oceněna Českým lvem a která se stala její poslední filmovou rolí.

### Televize a divadlo
Od konce 60. let účinkovala pravidelně také v televizi, díky které zůstává i nadále v diváckém povědomí. Zahrála si v dodnes reprízovaných seriálech ze 70. a 80. let jako F. L. Věk, My všichni školou povinní nebo v oblíbené pohádkové sérii Václava Vorlíčka Arabela, v níž opět po boku Vlastimila Brodského ztělesnila dvojroli hodné a zlé královny. Vůbec poslední hereckou příležitost dostala v roce 2009 v několika dílech telenovely Velmi křehké vztahy. K nejlepším televizním snímkům Jany Brejchové patří například inscenace Král a žena, ve které si zahrála spolu s Janem Werichem, Dotek motýla v režii Juraje Herze, V zámku a podzámčí podle předlohy Boženy Němcové nebo psychologické drama Jehla režiséra Jiřího Svobody.
Divadelní prkna začala objevovat postupně teprve v 70. a 80. letech pod vlivem Vlastimila Brodského či své celoživotní přítelkyně Jiřiny Jiráskové. Intenzivněji se divadlu věnovala až od 90. let a na sklonku své herecké kariéry, zejména v zájezdových představeních (Dobrou noc, mami, Čtyři pokoje do zahrady, Víš přece, že neslyším, když teče voda).

## Ocenění
- 4. května 1979 obdržela titul Zasloužilá umělkyně[17]
- 28. října 2004 obdržela od prezidenta České republiky Václava Klause Medaili Za zásluhy II. stupně, státní vyznamenání, za přínos v oblasti kultury a umění.[18]
- 6. března 2010 obdržela cenu Český lev za „dlouholetý umělecký přínos českému filmu“.[2]

## Film
- 1957 Vlčí jáma – role: sirotek Jana
- 1958 Morálka paní Dulské – role: Mela, mladší dcera Dulských

## Televize
- 1967 Král a žena (TV film) – role: Kateřina Parrová

## Citáty
| „              | Byla první herečkou, jako kdysi Lída Baarová, Adina Mandlová či Nataša Gollová. Byla první z řady nikoliv dlouhé, ale významné, zejména pro moji tvorbu. Záhy přišli Iva Janžurová, Vladimír Pucholt, Jiřina Jirásková, Josef Abrhám, Ivan Mistrík, Emília Vášáryová... Byli první, kdož předstoupili před moji kameru a záhy oslnivě zazářili. Zamýšlel jsem se jednou nad tím, jak některý mladistvý zjev, který zaujal a zazářil, záhy pohasnul, jako by se jeho mladistvý půvab vytratil. Jana Brejchová své půvaby neztratila, byla oslnivá jako mladistvá naivní dívenka, zajímavá v pozdějších letech zralosti. | “ |
| — Jiří Krejčík | |   |

| „              | Projeli jsme spolu spoustu festivalů, byli jsme v Anglii, Paříži, Římě, ale všechny přehlídky, hotely a novináře vnímala jen jako nutné zlo, které patří k její práci. Ze všeho nejvíc ji zajímal další scénář. | “ |
| — Jiří Svoboda | |   |

| „                 | Jana Brejchová je herečka, na kterou jsem vždycky vzhlížela. Líbí se mi, jakou má dikci, jaké má oči, prostě všechno. Je to hodně intuitivní herečka, vřelá, ale zároveň plachá bytost. | “ |
| — Anna Geislerová | |   |